# Creobroter jiangxiensis
Creobroter jiangxiensis är en bönsyrseart som beskrevs av Zheng 1988. Creobroter jiangxiensis ingår i släktet Creobroter och familjen Hymenopodidae. Inga underarter finns listade i Catalogue of Life.